# 延岡市立北川小学校
延岡市立北川小学校（のべおかしりつ きたがわしょうがっこう）は、宮崎県延岡市北川町長井にある公立小学校。

## 概要
- 児童数 - 104名（2024年度）

## 沿革
- 1873年 - 川内名小学校として開校。
- 1911年 - 北川尋常高等小学校に改称。
- 1920年 - 現在地に移転。
- 1941年 - 北川国民学校に改称。
- 1947年 - 北川村立北川小学校に改称。
- 1972年11月1日 - 町制施行により、北川町立北川小学校に改称。
- 2007年3月31日 - 延岡市との合併により、延岡市立北川小学校に改称。
- 2008年4月1日 - 松葉小学校、瀬口小学校、下赤小学校を統合。旧北川町域唯一の小学校となる。

## 通学区域
北川小学校の通学区域には以下の区域が指定されている。
- 北川町川内名
- 北川町長井

## アクセス
- 鉄道 - JR日豊本線 北川駅下車、徒歩約15分
- バス - 延岡駅から宮崎交通熊田線「笹首」下車